# Luca Strizzolo
Luca Strizzolo (sinh ngày 29 tháng 4 năm 1992) là một cầu thủ bóng đá chuyên nghiệp người Ý hiện tại đang thi đấu ở vị trí tiền đạo cho câu lạc bộ Cremonese tại Serie B.

## Sự nghiệp thi đấu

### Pisa
Anh ra mắt tại giải Lega Pro cho Pisa vào ngày 25 tháng 9 năm 2011 trong trận gặp Pro Vercelli.

### Cho mượn tại Treviso
Vào ngày 18 tháng 1 năm 2013, anh được đem cho mượn tại câu lạc bộ Treviso.

### Cho mượn tại Pordenone
Ngày 12 tháng 7 năm 2019, anh quay trở lại Pordenone theo dạng cho mượn trong mùa giải 2019-20.

### Cho mượn tại Perugia
Ngày 18 tháng 8 năm 2022, Strizzolo được đem cho mượn tại Perugia.

### Cho mượn tại Modena
Ngày 10 tháng 1 năm 2023, anh chuyển tới Modena theo dạng cho mượn.